# Leon Simon (mathématicien)
Pour les articles homonymes, voir Simon.
Ne pas confondre avec le peintre français Léon Simon.
Leon Melvyn Simon (né le 6 juillet 1945) est un mathématicien australien, lauréat du prix Leroy P. Steele et du prix Bôcher. Il est actuellement professeur émérite au Département de Mathématiques à l'Université Stanford.

## Formation et carrière universitaire
Leon Simon, né le 6 juillet 1945, a reçu son baccalauréat ès sciences de l'Université d'Adélaïde en 1967, et son doctorat en 1971 de la même institution, sous la direction de James H. Michael, avec une thèse de doctorat intitulée Interior Gradient Bounds for Non-Uniformly Elliptic Equations. Il a travaillé de 1968 à 1971, en tant que tuteur en mathématiques pour l'Université.
Simon a occupé divers postes universitaires. Il a travaillé d'abord à l'Université Flinders en tant que chargé de cours, puis à l'Université nationale australienne en tant que professeur, à l'Université de Melbourne, l'Université du Minnesota, à l'École polytechnique fédérale de Zurich et à l'Université Stanford. Il est d'abord venu à Stanford en 1973, en tant que professeur adjoint puis titulaire d'une chaire de professeur en 1986.

## Travaux

### Activités de recherche
Il est l'auteur de plusieurs mathématiques manuels scolaires, dont Lectures on Geometric Measure Theory et An Introduction to Multivariable Mathematics. Il a publié la monographie Theorems on regularity and singularity of energy minimising map en 1996, basée en partie sur les cours qu'il a donnés à l'ETH de Zurich.

### Activités d'enseignement
Simon a plus de 100 « descendants mathématiques », d'après le Mathematics Genealogy Project. Parmi ses étudiants de doctorat figure Richard Schoen, un ancien lauréat du prix Bôcher.

## Prix et distinctions
En 1974-1975 il bénéficie d'une bourse Sloan. 
En 1983, Simon a reçu la Médaille de la société mathématique australienne. La même année, il a été élu fellow de l'Académie australienne des sciences.
En 1994, il a reçu le prix Bôcher « pour ses contributions profondes à une compréhension de la structure des ensembles singuliers pour les solutions de problèmes variationnels »,, prix décerné tous les cinq ans pour un auteur fondamental en analyse. La même année, il a également été élu membre de l'Académie américaine des arts et des sciences. En mai 2003, il a été élu fellow de la Royal Society En 2012, il est devenu un fellow de l'American Mathematical Society. En 2017, il a reçu le prix Leroy P. Steele pour ses contributions déterminantes à la recherche.
En 1983 il est conférencier invité au congrès international des mathématiciens à Varsovie, avec une conférence intitulée « Recent developments in the theory of minimal surfaces ».

## Lectures complémentaires
- AMS, « Leon Simon receives 1994 Bôcher Memorial Prize », Notices of the American Mathematical Society, vol. 41, no 2,‎ février 1994, p. 99–100 (MR 1262536).
- (en) John J. O'Connor et Edmund F. Robertson, « Leon Melvyn Simon », sur MacTutor, université de St Andrews, novembre 2006.
- Rosanne Walker, « Encyclopedia of Australian Science », Melbourne, eScholarship Research Centre, 25 mai 2006.